# 天池塔
天池塔位于中国江西省九江市庐山西部大天池。于1986年被列为九江市文物保护单位。
天池塔建于北宋宋哲宗在位第11年（1096年），由蕲州朱氏三娘所建。1929年唐生智重修。。挖掘塔基地宫时，发现佛像、念珠、舍利子等佛教文物多件。 